# Paul-Antoine Cap
Paul-Antoine Gratacap, noto anche con lo pseudonimo di Cap (Mâcon, 2 aprile 1788 – Parigi, 12 novembre 1877), è stato un farmacologo e naturalista francese.

## Biografia
Fu farmacista prima a Lione e in seguito a Parigi. Famoso in campo medico per gli studi sulla glicerina e il suo utilizzo per preparati medici.
Il 7 dicembre 1850 divenne socio dell'Accademia delle scienze di Torino.

## Opere
- Della classificazione metodica dei medicamenti, 1823
- Principes élémentaires de pharmaceutique, Paris, J.B. Baillière, 1837
- Histoire de la pharmacie et de la matière médicale depuis les temps les plus reculés jusqu'à nos jours, 1847
- Benjamin Delessert, Paris, Plon, 1850
- Storia della farmacia (1851)
- (FR) Paul-Antoine Cap, Le Muséum d'histoire naturelle, L. Curmer, 1854,  p. PP13. (Storia del Museo nazionale di storia naturale di Francia)
- (FR) Paul-Antoine Cap, Matthieu Bonafous, F. Dumoulin, 1854. (Omaggio a Matthieu Bonafous)
- Études biographiques pour servir à l'histoire des sciences, 2 vol., 1857-1864
- Camille Montagne, botaniste, ancien chirurgien en chef d'armée.  Paris, J.B. Baillière, 1866.
- La Science et les savants au XVIe siècle, tableau historique sur Google Livres, 1867